# Heteroplacidium
Гетероплацидій (Heteroplacidium) — рід лишаників родини Verrucariaceae. Назва вперше опублікована 1996 року.
В Україні зустрічається Гетероплацидій буроплідний (Heteroplacidium phaeocarpoides).

## Галерея

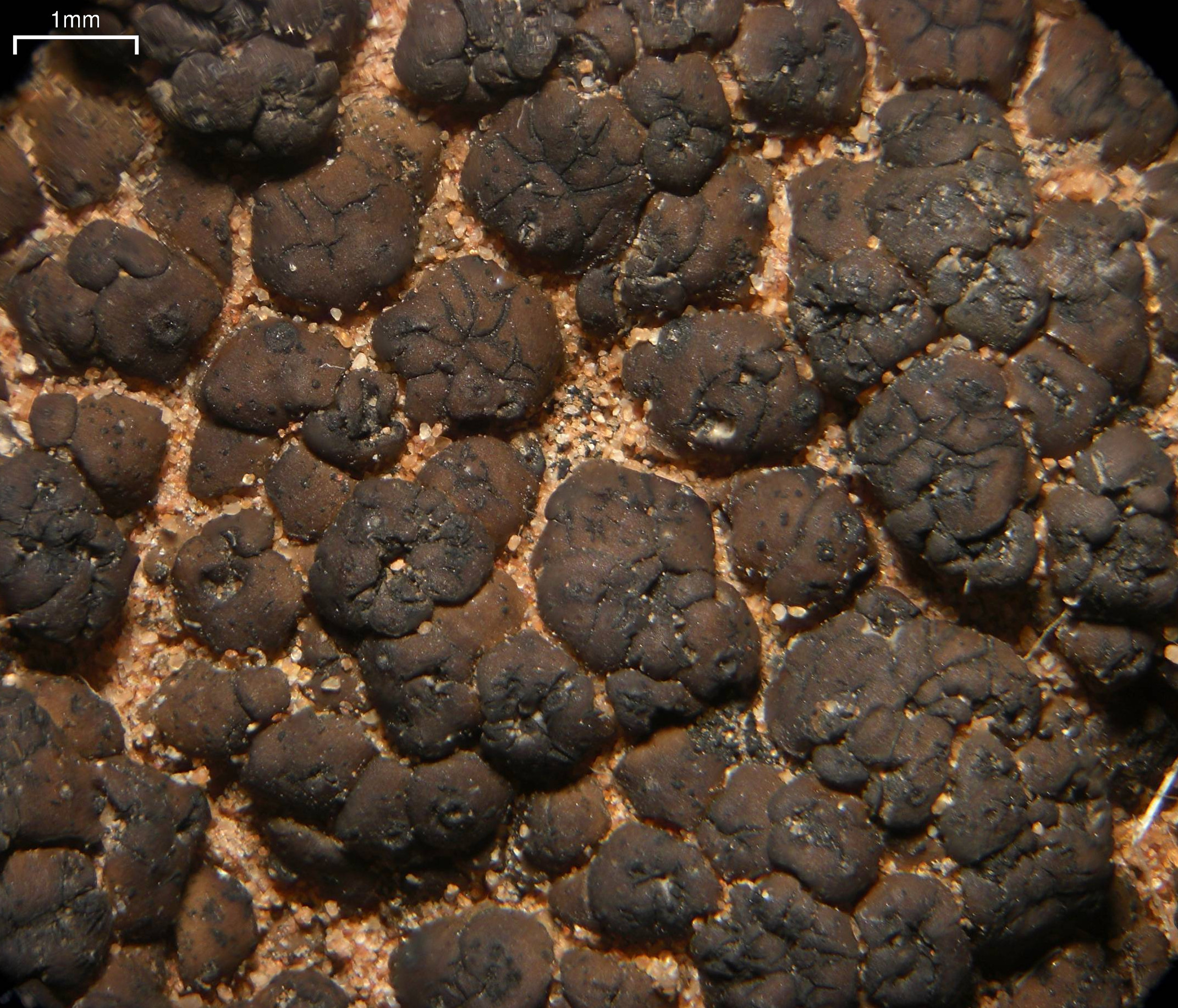
Heteroplacidium acarosporoides
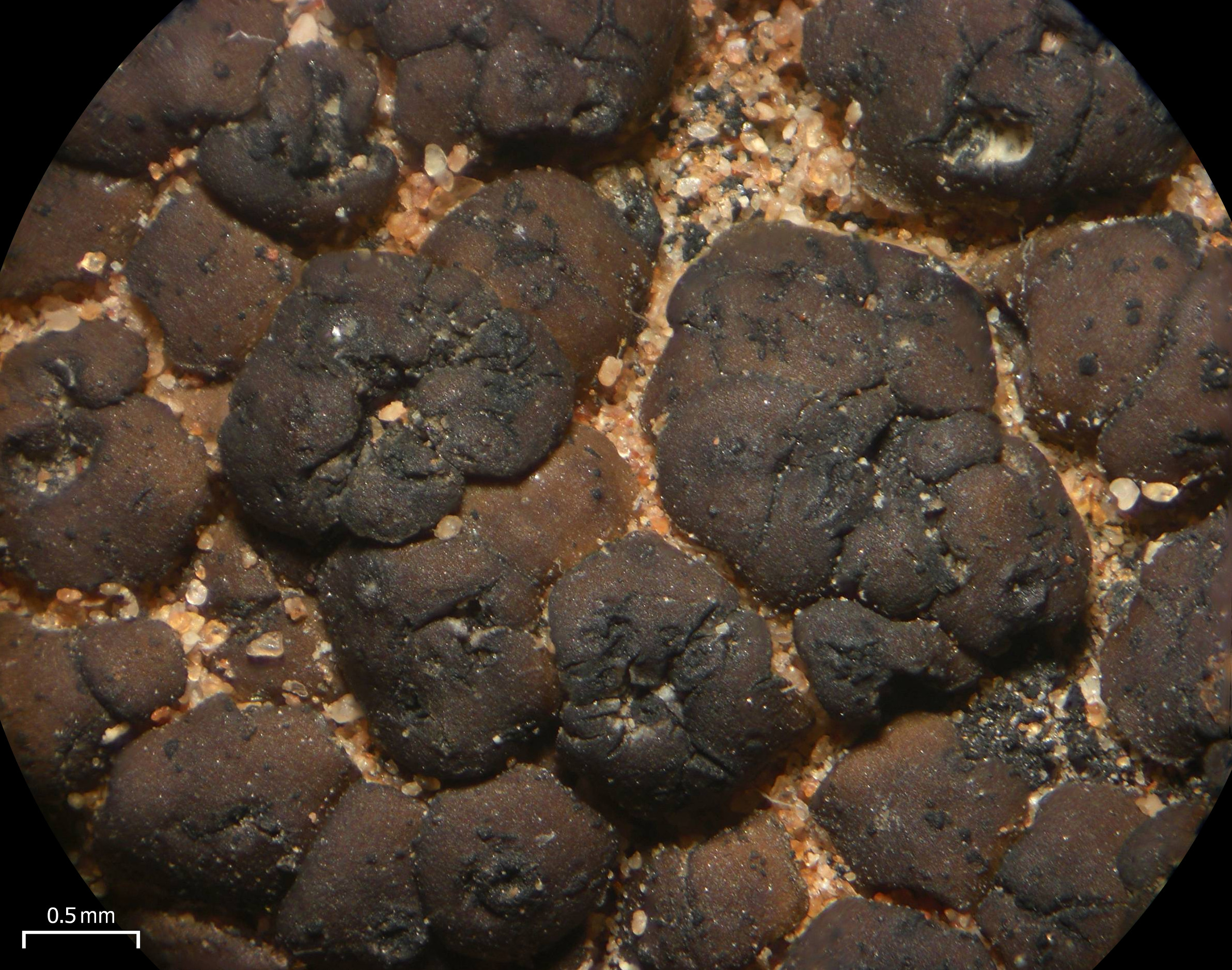
Heteroplacidium acarosporoides
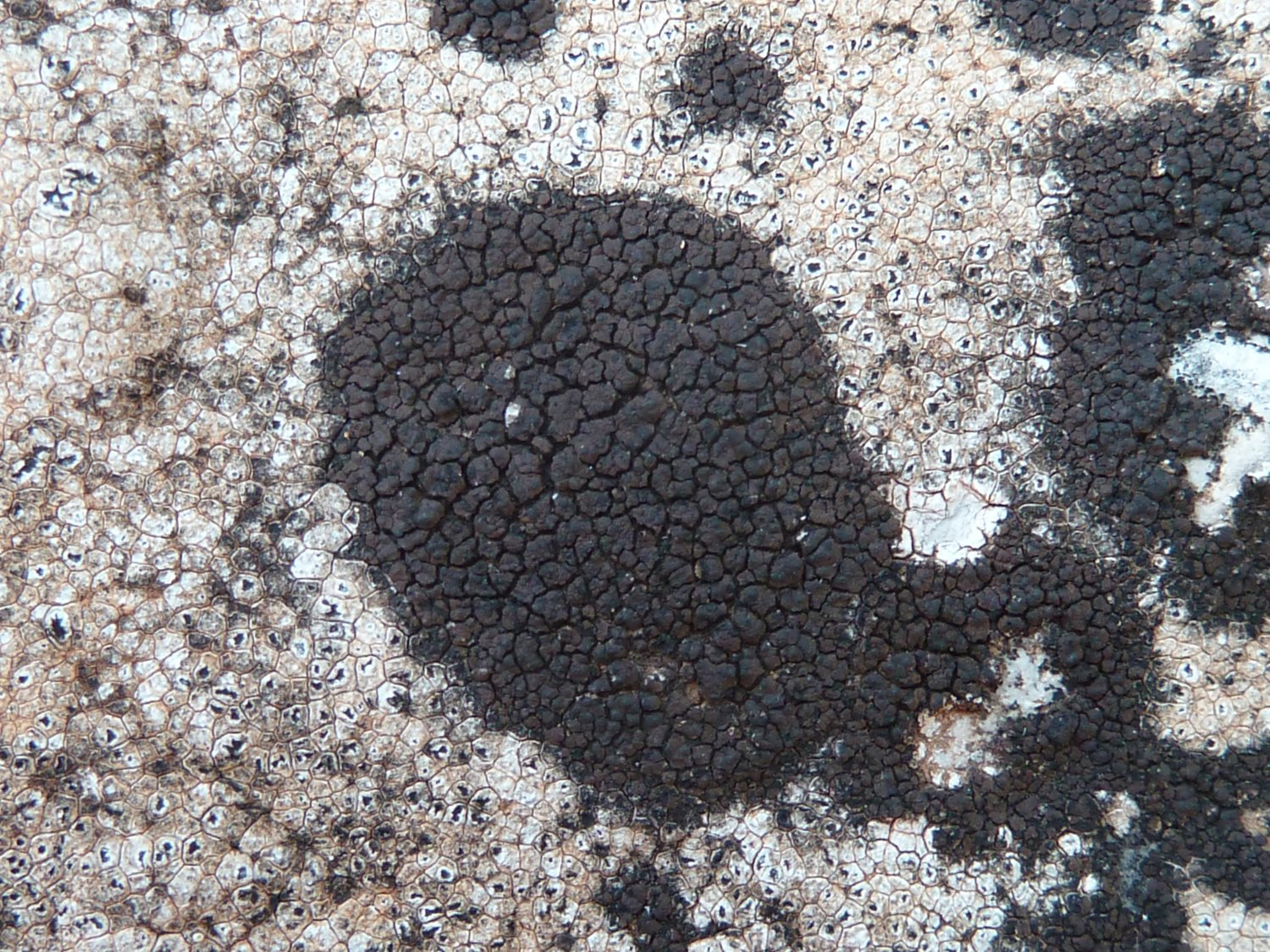
Heteroplacidium fusculum